# 坎奇利亞尼山 (托拉塔-卡米拉卡)
17°07′00″S 70°30′00″W / 17.11667°S 70.50000°W
坎奇利亞尼山（Chinchillani），是秘魯的山峰，位於該國南部莫克瓜大區和塔克納大區，由托拉塔區和卡米拉卡區負責管轄，屬於安地斯山脈的一部分，海拔高度4,800米。